# Hiregutti, Kumta
Hiregutti là một làng thuộc tehsil Kumta, huyện Uttar Kannad, bang Karnataka, Ấn Độ.